# Chance Vought F7U Cutlass
De Chance Vought F7U Cutlass is een jager/bommenwerper van de Amerikaanse marine uit de jaren 50. Hiermee was het een van de eerste gebruikte straaljagers in de periode van de Koude Oorlog. Het toestel was ontworpen voor operaties vanaf een vliegdekschip maar kon ook vanaf het land opereren.
De Cutlass was gebaseerd op een Duits ontwerp dat aan het einde van de Tweede Wereldoorlog door de US Army was buitgemaakt bij de Arado vliegtuigfabrieken, bekend als Arado Ar E.583. Het was zeker voor die tijd een zeer opvallend toestel.
Het toestel was voorzien van zeer korte en brede ver naar achteren gerichte pijlvleugels waarop twee staartvinnen waren gemonteerd. Deze vorm maakte de constructie van het landingsgestel vrij hoog en dit bleek meteen het grote manco van het toestel te zijn. Deze constructie maakte de zeer hoge neuswielsteun zeer zwak en het resultaat was een vrij vaak tijdens de landing afbrekend neuswiel. Ook was het toestel in eerste instantie voorzien van onbetrouwbare Westinghouse turbojet motoren die veel te weinig vermogen leverden.
De spotnaam die de vliegers voor het toestel in petto hadden werd dus gutless (slappe hap) vanwege de slechte motorprestaties en de doorknikkende neuswielsteun.
Ook het USN demonstratie team Blue Angels heeft in 1952 korte tijd met de Chance Vought F7U Cutlass gevlogen. Vanwege de negatieve kritiek van de vliegers en het technisch personeel werd het toestel echter niet bij de vliegshows gebruikt.

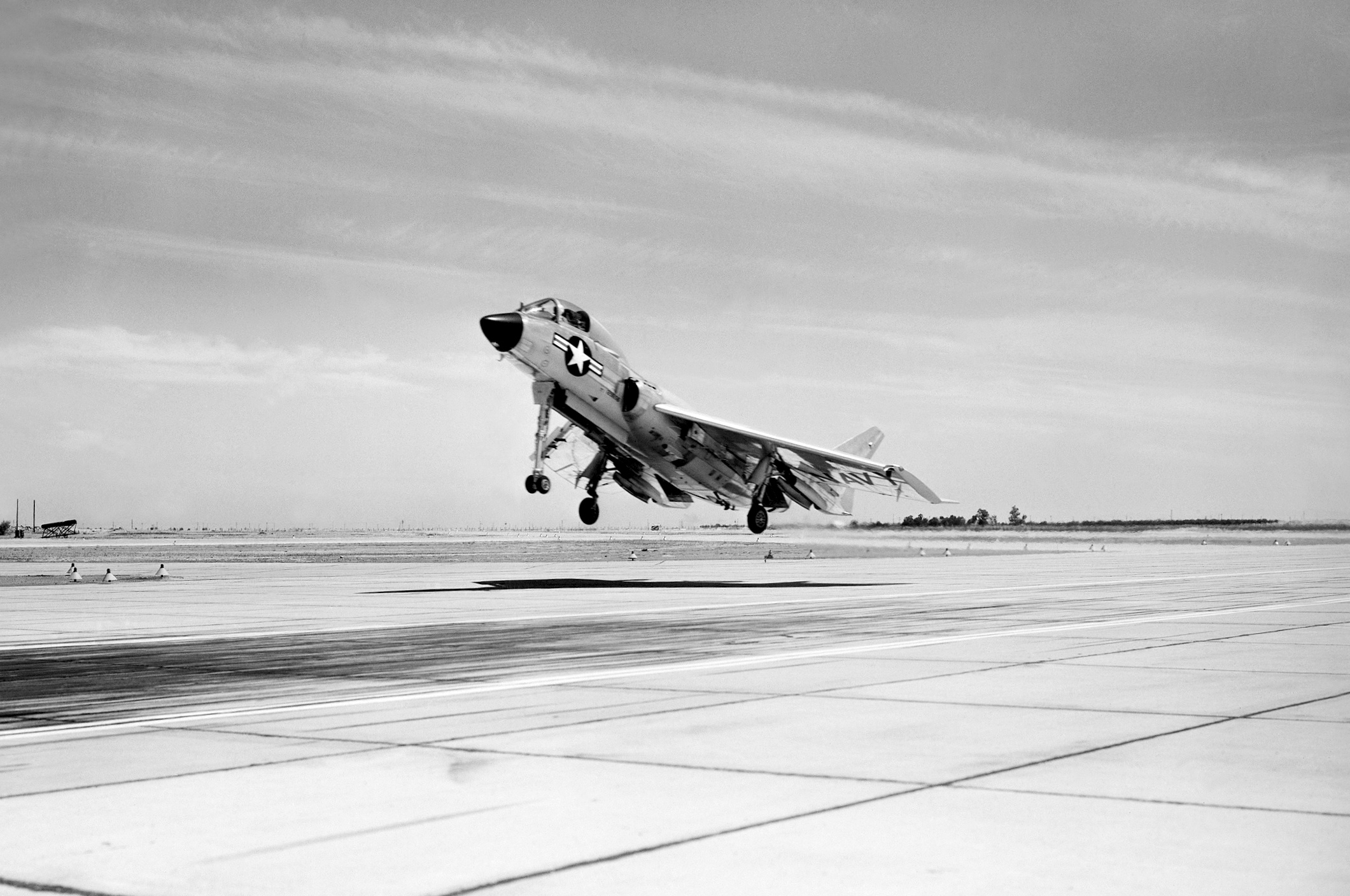
De zwakke neuswielsteun brak vaak af

## Geschiedenis
In 1946 werden drie F7U prototypes besteld (zie versies) waarmee in september 1948 de eerste vlucht werd gemaakt.
De in 1951 uitgebrachte F7U-2 was uitgerust met Allison J35 motoren zonder naverbranders. Vanwege structurele motorproblemen, de motoren vielen spontaan uit als het regende, werd dit type geweigerd.
De daarna geproduceerde F7U-2 en 3 versies hadden krachtiger motoren. De in 1954 uitgebrachte F7U-3 kreeg Westinghouse J46 WE-8 turbojets maar zelfs met wat verbeterde motorprestaties ontbrak het de Cutlass nog steeds aan vermogen.
Van de F7U versie 3 werden 288 toestellen operationeel in dertien USN en USMC squadrons.
De Cutlass is nooit ingezet in gevechtsacties. Wel was het toestel betrokken bij een 20-tal ernstige vliegtuigongelukken. Het operationele leven van het toestel was dan ook vrij kort; van 1954 t/m 1957.
Vanaf het operationeel worden van de Chance Vought F-8 Crusader in 1957 werd de F7U Cutlass snel uit dienst genomen. Men was eigenlijk blij dat het werd uitgefaseerd en in 1962 werd de laatste vliegende eenheid gedeactiveerd en omgeschoold op de Crusader.
Er zijn wereldwijd nog een tiental exemplaren van dit toestel over in musea.

## Productieversies
- XF7U-1, het prototype. Hiervan zijn er slechts drie gebouwd
- F7U-1, de eerste productielijn waarvan er veertien werden afgeleverd.
- F7U-2, de voorgestelde operationele versie met Allison J35 motoren. Deze versie werd niet geaccepteerd.
- F7U-3, de operationele versie met Westinghouse J46 motoren waarvan er 288 werden gebouwd.
- F7U-3P, een fotoverkenner waarvan er twaalf werden gebouwd.
- F7U-3M, deze laatste versie was bewapend met de AIM-7 Sparrow lucht-luchtraket. Er werden 98 van gebouwd.